# Фейт Леон
Фейт Леон (англ. Faith Leon, настоящее имя Мелиса Мартинес (Melissa Martinez), род. 20 марта 1985 года, Северная Каролина, США) — американская порноактриса, лауреатка премии AVN Awards.

## Карьера
Начала сниматься в фильмах для взрослых в 2004 году, в возрасте 19 лет. Снялась в более чем 150 фильмах. Следует отметить, что снималась под разными сценическими именами, такими как Тори Тейлор (Tori Taylor), Тори (Tory), Фейт (Faith), Фейт Леон (Faith Leone), Сара (Sarah) и Мишель (Michelle и Mychelle).

## Награды и номинации
- 2007 AVN Awards номинация — лучшая сцена триолизма — Naked and Famous[3]
- 2007 AVN Awards номинация — лучшая сцена группового секса, видео — Blacklight Beauty[3]
- 2008 AVN Awards номинация — невоспетая старлетка года[4]
- 2008 AVN Awards победа — лучшая сексуальная сцена только с девушками, фильм — Sex & Violins[4]
- 2008 AVN Awards номинация — лучшая сексуальная сцена только с девушками, фильм — Through Her Eyes[4]
- 2008 AVN Awards номинация — лучшая сексуальная сцена только с девушками, фильм — X[4]
- 2009 AVN Awards номинация — лучшая сцена группового секса — Dark City[5]

## Избранная фильмография
- 2004: Nasty Youngsters 1
- 2005: Her First Lesbian Sex 3
- 2006: Lesbian Training 5
- 2007: Sex and Violins
- 2008: Women Seeking Women 48
- 2009: Women Seeking Women 55
- 2010: No Man’s Land MILF Edition 4
- 2011: My Daughter Likes Em Dark 3
- 2012: Cumelot Beach Girls: Faith Leon
- 2013: Moms A Lesbian 2
- 2014: Young Lust
- 2015: Mommy Likes 'em Young 4
- 2016: Shaved
- 2017: Kissing Cousins 3